# Comuna Voila, Brașov
Voila este o comună în județul Brașov, Transilvania, România, formată din satele Cincșor, Dridif, Ludișor, Sâmbăta de Jos, Voila (reședința) și Voivodeni.

## Demografie
Componența etnică a comunei Voila
     Români (80,54%)
     Romi (5,31%)
     Alte etnii (0,59%)
     Necunoscută (13,55%)
Componența confesională a comunei Voila
     Ortodocși (80,65%)
     Adventiști (1,99%)
     Alte religii (2,38%)
     Necunoscută (14,98%)
Conform recensământului efectuat în 2021, populația comunei Voila se ridică la 2.863 de locuitori, în creștere față de recensământul anterior din 2011, când fuseseră înregistrați 2.660 de locuitori. Majoritatea locuitorilor sunt români (80,54%), cu o minoritate de romi (5,31%), iar pentru 13,55% nu se cunoaște apartenența etnică. Din punct de vedere confesional, majoritatea locuitorilor sunt ortodocși (80,65%), cu o minoritate de adventiști (1,99%), iar pentru 14,98% nu se cunoaște apartenența confesională.

## Politică și administrație
Comuna Voila este administrată de un primar și un consiliu local compus din 13 consilieri. Primarul, Rodica Marcu[*], de la Partidul Național Liberal, este în funcție din 1 noiembrie 2024. Începând cu alegerile locale din 2024, consiliul local are următoarea componență pe partide politice:
|  | Partid                          | Consilieri | Componența Consiliului | Componența Consiliului | Componența Consiliului | Componența Consiliului |
|  | ------------------------------- | ---------- | ---------------------- | ---------------------- | ---------------------- | ---------------------- |
|  | Partidul Național Liberal       | 4          |                        |                        |                        |                        |
|  | Alianța pentru Unirea Românilor | 3          |                        |                        |                        |                        |
|  | Alianța Dreapta Unită           | 2          |                        |                        |                        |                        |
|  | Partidul Social Democrat        | 2          |                        |                        |                        |                        |
|  | Partidul Puterii Umaniste       | 2          |                        |                        |                        |                        |

## Primarii comunei
- 1996[7] - 2000 - Florea Ioan, de la CDR
- 2000[8] - 2004 - Florea Ioan, de la Partidul Popular din România
- 2004[9] - 2008 - Șerban Ovidiu Gheorghe, de la PSD
- 2008[10] - 2012 - Șerban Ovidiu Gheorghe, de la PSD
- 2012[11] - 2016 - Șerban Ovidiu Gheorghe, de la PSD
- 2016[12] - 2020 - Osalciuc Gheorghe-Marian, de la PNL
- 2020[13] - 2024 - Osalciuc Gheorghe-Marian, de la PNL

## Personalități născute aici
- Ioan Brezeanu (1916 - 2010), filolog și folclorist, unul dintre întemeietorii învățământului universitar din Galați.

## Vezi și
- Biserica Sfântul Ierarh Nicolae din Voivodenii Mici
- Biserica Adormirea Maicii Domnului din Voivodenii Mari
- Biserica fortificată din Cincșor
- Avrig - Scorei - Făgăraș (arie de protecție specială avifaunistică)
- Oltul Mijlociu - Cibin - Hârtibaciu (sit de importanță comunitară)
- Podișul Hârtibaciului (arie de protecție specială avifaunistică)